# Astragalus dolinicola
Astragalus dolinicola là một loài thực vật có hoa trong họ Đậu. Loài này được (Brullo & Giusso) Brullo & Giusso mô tả khoa học đầu tiên năm 2003.